# Werner Ebert (Mediziner)
Werner Ebert (* 1933 in Friedewald, Gemeinde Nuthagen, Kreis Dramburg, Pommern; † 11. März 2014) war ein deutscher Pathologe und Hochschullehrer.
1947 zog er nach Thüringen und machte eine Ausbildung zum Gärtner. An der Arbeiter-und-Bauern-Fakultät (ABF) in Jena legte er das Abitur mit Auszeichnung ab. Sein Humanmedizin-Studium an der Friedrich-Schiller-Universität Jena beendete er 1960 mit dem Staatsexamen. Von 1961 bis 1962 erlangte er am Universitätsklinikum Jena die klinische Approbation. Als wissenschaftlicher Assistent am Pathologischen Institut der Universität absolvierte er bis 1966 eine Ausbildung zum Facharzt für Pathologische Anatomie. 1963 erhielt er die Promotion über das Thema „Zur Klinik der Zytomegalie“ und 1978 die Habilitation über das Thema „Zytologische Möglichkeiten der Typendiagnose maligner Tumoren des Respirationstraktes und der Körperhöhlen des Menschen sowie Untersuchungen zur zytologischen Karzinomdiagnostik an der Portio vaginalis uteri“. 1982 ernannte man Werner Ebert zum Hochschuldozenten für das Fachgebiet Allgemeine Pathologie und Pathologische Anatomie und berief ihn 1988 zum außerordentlichen Professor. Den Schwerpunkt seiner Forschung bildete die Zytopathologie und Zytodiagnostik der malignen Tumoren verschiedener Organe und Organsysteme (u. a. Harnblase, Prostata, Mamma, Bronchialtrakt).
Ebert hatte den Vorsitz der Arbeitsgemeinschaft Zytologie in der Gesellschaft für Pathologie der DDR inne. Von 1970 bis 1976 fungierte er als Vorstandsmitglied der Europäischen Gesellschaft für Zytologie.
Von 1983 bis 1984 arbeitete Ebert als Hochschullehrer an der Universität Maputo in Mosambik. 1985 war er Gastprofessor am Pathologischen Institut Bern.